# Jacques Delisse
Jacques Delisse (* 13. Mai 1773 in Dax, Département Landes, Frankreich; † 13. März 1856 in Bordeaux, Frankreich) war ein französischer Apotheker und Botaniker.

## Leben
Im Jahr 1787 kam Delisse nach Paris, um Pharmazie zu studieren. Im Oktober 1800 wurde er Mitglied auf der von Nicolas Baudin geleiteten Forschungsexpedition nach Australien. Im April 1801 zwang ihn eine Skorbut-Erkrankung die Expedition auf Mauritius zu verlassen. Er ließ sich in Port Louis nieder, wo er 1804 die erste Apotheke auf Mauritius eröffnete. Im März 1813 heiratete er Èlisa Enouf. Aus dieser Ehe gingen acht Kinder hervor. Sein ältester Sohn Theodore Delisse (1813–????) wurde später Zeichner. 
Am 11. August 1829 gehörte Delisse neben Charles Telfair, Julien Desjardins und Wenceslas Bojer zu den Gründungsmitgliedern der Société royale des Arts et des Sciences de l'île Maurice, aus der 1847 auf Erlass von Königin Victoria die Royal Society of Arts and Sciences of Mauritius wurde. Neben Bojer war Delisse zweiter Vizepräsident. 1831 wurde er Direktor der neugegründeten Bank von Mauritius. Ferner war er Beisitzer im Geschworenengericht. 1832 starb Delisses Frau im Alter von 37 Jahren. Im Dezember 1848 zog Delisse mit seinen Kindern nach Frankreich zurück, wo er 1856 in Bordeaux verstarb.
Einer der Nachfahren von Delisse war der mauritische Wissenschaftler France Staub (1920–2005).

## Dedikationsnamen
1829 benannte Charles Gaudichaud-Beaupré die auf den Hawaii-Inseln endemische Pflanzengattung Delissea zu Ehren von Jacques Delisse.